# Guy Fallot
Pour les articles homonymes, voir Fallot.
Guy Fallot est un violoncelliste français né à Nancy (France) le 27 novembre 1927 et mort le 25 juillet 2018 à Lausanne (Suisse).

## Biographie
Guy Fallot entre au conservatoire de Lausanne à l'âge de 9 ans, et y obtient le prix de virtuosité à 14. Un an plus tard, avec sa sœur Monique, il obtient le premier prix au concours de sonate de Genève. Au Conservatoire de Paris, il obtient le 1er prix dans la classe de Paul Bazelaire en 1946.
Établi à Lausanne au « château Fallot », grande demeure construite au début du XXe siècle par son grand-père Alfred Fallot dans la partie méridionale du grand domaine de Rovéréaz, il enseigne essentiellement aux conservatoires de Genève et de Lausanne, où il forme de nombreux élèves.
Il poursuit une carrière internationale, interrompue quelque temps à cause d'un problème de main, et joue à travers le monde, notamment avec la pianiste Rita Possa, également son accompagnatrice pour ses cours au conservatoire.
Il meurt à Lausanne le 25 juillet 2018,.